# Mooskiefernwald von Dudenhofen
Das Naturschutzgebiet Mooskiefernwald von Dudenhofen (NSG-Kennung 1438030) liegt im hessischen Landkreis Offenbach. Es umfasst einen etwa 36,11 Hektar großen Wald- und Wiesenbestand östlich des Opel-Testgeländes und östlich des Stadtgebiets von Rodgau-Dudenhofen.

## Gebietsbeschreibung
Das Naturschutzgebiet liegt am östlichen Ende der Gemarkung von Dudenhofen. Das Gebiet besteht aus großen Kiefernforsten, die für Vogelarten wie  Habicht, Schwarz- und Grünspecht, Gartenrotschwanz, Ziegenmelker und Wendehals ein wertvolles Biotop bilden. 

## Schutzzweck
Zweck der NSG-Ausweisung ist es, diesen Landschaftstyp großflächig in seinem besonderen Charakter zu erhalten und die wertvolle Bodenvegetation unter Schutz zu stellen. Dort wachsen das doldige Wintergrün und das Kriechende Netzblatt. Das Ziel der Unterschutzstellung ist es, den auch landeskulturell bedeutsamen Moos-Kiefernwald als Lebensraum für die Vielzahl von an die Standortbedingungen angepassten seltenen und gefährdeten Tier- und Pflanzengesellschaften zu erhalten.

## Naturschutzgebiete im Landkreis Offenbach
- Liste der Naturschutzgebiete im Landkreis Offenbach